# Campeonato Asiático de Atletismo Júnior de 2014
A 16ª edição do Campeonato Asiático de Atletismo Júnior foi o evento esportivo organizado pela Associação Asiática de Atletismo (AAA) para atletas com até 20 anos classificados como Júnior. O evento foi sediado em Taipé, em Taiwan, no período de  12 de junho a 15 de junho de 2014. Foram disputadas 44 provas igualmente distribuído entre masculino e feminino, com a presença de 24 nacionalidades. Foram quebrados três recordes do campeonato com destaque para a China que conquistou 24 medalhas, sendo 12 de ouro.

## Medalhistas
Esses foram os resultados do campeonato.

### Masculino
| Evento                      | Ouro                                                                                           | Ouro         | Prata | Prata    | Bronze | Bronze   |
| --------------------------- | ---------------------------------------------------------------------------------------------- | ------------ | --- | -------- | --- | -------- |
| 100 metros                  | Takuya Kawakami · Japão                                                                        | 10.47        | Himasha Eashan · Sri Lanka                                                                                   | 10.49    | Mohammadhossein Abareghi Irão                                                                                | 10.50    |
| 200 metros                  | Mohammadhossein Abareghi Irão                                                                  | 20.69[nota1] | Liang Jingsheng · China                                                                                      | 20.96    | Katsumi Hiyoshi · Japão                                                                                      | 21.05    |
| 400 metros                  | Mohamed Nasir Abbas · Catar                                                                    | 47.31        | Mazen Al-Yasen · Arábia Saudita                                                                              | 47.40    | Sina Rohanimoayed Irão                                                                                       | 47.50    |
| 800 metros                  | Mohamed Elnour Mohamed · Catar                                                                 | 1:52.73      | Gao Dongxu · China                                                                                           | 1:53.25  | Mustafa Al-Elayawi · Iraque                                                                                  | 1:53.31  |
| 1.500 metros                | Idriss Moussa Youssouf · Catar                                                                 | 3:53.36      | Abubaker Haydar Abdalla · Catar                                                                              | 3:54.74  | Gao Dongxu · China                                                                                           | 3:56.11  |
| 5.000 metros                | Musaab Adam Ali · Catar                                                                        | 14:34.07     | Makoto Mitsunobu · Japão                                                                                     | 14:38.99 | Sharwan Kharb · Índia                                                                                        | 14:39.41 |
| 10.000 metros               | Hazuma Hattori · Japão                                                                         | 31:10.60     | Sharwan Kharb · Índia                                                                                        | 31:52.37 | Yaser Salem Bagharab · Iêmen                                                                                 | 32:22.42 |
| 110 metros com barreiras    | Taio Kanai · Japão                                                                             | 13.33        | Masahiro Kagimoto · Japão                                                                                    | 13.51    | Mohammad Amin Barzi Ghamsari Irão                                                                            | 13.56    |
| 400 metros com barreiras    | Yu Chia-Hsuan · Taipé Chinesa                                                                  | 50.49        | Wang Guozhong · China                                                                                        | 50.61    | Yusuke Sakanashi · Japão                                                                                     | 50.76    |
| 3.000 metros com obstáculos | Musaab Adam M Ali · Catar                                                                      | 9:02.80      | Takumi Murashima · Japão                                                                                     | 9:03.35  | Khalil Naseri Irão                                                                                           | 9:03.54  |
| Revezamento 4 x 100 metros  | Japão · Takuya Kawakami · Masaharu Mori · Katsumi Hiyoshi · Rei Tokuyama                       | 39.49        | Tailândia · Teerasak Sunthanon · Kacha Sawangyen · Natthawut Chuchuai · Pooriphat Kaijun                     | 39.74    | Taipé Chinesa · Cheng Po-Yu · Li Hsiang · Huang Shu-Wei · Yang Chun-Han                                      | 39.91    |
| Revezamento 4 x 400 metros  | Tailândia · Jaturong Chimruang · Witthawat Thumcha · Treenate Krittanukulwong · Vitsanu Phosri | 3:08.89      | Trinidad e Tobago · Javad Shooryabi · Mohammad Cheshmehzarkordestani · Mohammad Sababkar · Sina Rohanimoayed | 3:09.61  | Catar · Mohamed Nasir Abbas · Abubaker Haydar Abdalla · Khalid Mohammed Al-Shahrani · Mohamed Elnour Mohamed | 3:09.89  |
| Marcha atlética 10 km       | Fumitaka Oikawa · Japão                                                                        | 44:08.2      | Lo Po-Ying · Taipé Chinesa                                                                                   | 45:51.62 | Chang Wei-Lin · Taipé Chinesa                                                                                | 46:14.69 |
| Salto em altura             | Bai Jiaxu · China                                                                              | 2.10 m       | Roman Loshkarev · Cazaquistão                                                                                | 2.08 m   | Aryan Zarekani Irão                                                                                          | 2.08 m   |
| Salto com vara              | Huang Bokai · China                                                                            | 5.25 m       | Park Taewon Coreia do Sul                                                                                    | 4.90 m   | Jhang Rihhao · Taipé Chinesa                                                                                 | 4.90 m   |
| Salto em comprimento        | Lin Qing · China                                                                               | 7.99 m       | Chan Ming Tai · Hong Kong                                                                                    | 7.70 m   | Shotaro Shiroyama · Japão                                                                                    | 7.70 m   |
| Salto triplo                | Fang Yaoqing · China                                                                           | 16.32 m      | Supot Boonnun · Tailândia                                                                                    | 15.59 m  | Timur Khusnulin · Uzbequistão                                                                                | 15.55 m  |
| Arremesso de peso [nota2]   | Shahin Jafari Irão                                                                             | 18.64 m      | Shakti Solanki · Índia                                                                                       | 17.09 m  | Artyom Davletov · Uzbequistão                                                                                | 16.63 m  |
| Arremesso de disco          | Mustafa Dagher Al-Saamah · Iraque                                                              | 59.35 m      | Yang Jingkai · China                                                                                         | 57.49 m  | Muhammad Irfan Shamshuddin · Malásia                                                                         | 56.07 m  |
| Lançamento do martelo       | Ashraf Amgad Elseify · Catar                                                                   | 79.71 m      | Ahmed Amgad Elseify · Catar                                                                                  | 68.90 m  | Abdurauf Musoev · Tajiquistão                                                                                | 68.35 m  |
| Lançamento do dardo         | Hsu Shui-Chang · Taipé Chinesa                                                                 | 67.24 m      | Kim Woo-jung Coreia do Sul                                                                                   | 66.15 m  | Piyasiri Intaprasong · Tailândia                                                                             | 66.08 m  |
| Decatlo                     | Wang Chen-Yuan · Taipé Chinesa                                                                 | 6566 pts     | Lien Hung-Yu · Taipé Chinesa                                                                                 | 5920 pts | Leung Xavier Anthony · Hong Kong                                                                             | 5687 pts |

- [nota1] Mohammadhossein Abareghi vencedor dos 200 metros masculino do Irã,estabeleceu um recorde de 20,63 segundos na primeira rodada do evento, mas foi um pouco mais lento na final.
- [nota2] Shahin Mehrdelan,vencedor de arremessos de peso masculino do Irã,foi desclassificado depois de teste positivo para substancia imprópria no controle de doping no campeonato. Os medalhistas Shahin Jafari (Irã) e Shakti Solanki (Índia) foram promovidos às medalhas de ouro e prata respectivamente, enquanto o quarto colocado Artyom Davletov (Uzbequistão) recebeu a medalha de bronze. [4]

### Feminino
| Evento                      | Ouro                                                                | Ouro     | Prata                                                                                      | Prata    | Bronze                                                                      | Bronze   |
| --------------------------- | ------------------------------------------------------------------- | -------- | ------------------------------------------------------------------------------------------ | -------- | --------------------------------------------------------------------------- | -------- |
| 100 metros                  | Liang Xiaojing · China                                              | 11.58    | Yuan Qiqi · China                                                                          | 11.64    | Shanti Veronica Pereira Singapura                                           | 11.79    |
| 200 metros                  | Dutee Chand · Índia                                                 | 23.74    | Shanti Veronica Pereira Singapura                                                          | 23.99    | Nigina Sharipova · Uzbequistão                                              | 24.24    |
| 400 metros                  | Siti Nur Afiqah Abd Razak · Malásia                                 | 53.93    | Liliya Manasipova · Uzbequistão                                                            | 54.11    | Ngoc Hoang Thi · Vietname                                                   | 55.36    |
| 800 metros                  | Ryoko Hirano · Japão                                                | 2:06.75  | Jessy Joseph · Índia                                                                       | 2:06.77  | Archana Adhav · Índia                                                       | 2:09.11  |
| 1.500 metros                | O Song Mi · Coreia do Norte                                         | 4:28.38  | Yuki Nakamura · Japão                                                                      | 4:28.75  | Xu Shuangshuang · China                                                     | 4:28.78  |
| 3.000 metros                | Daria Maslova · Quirguistão                                         | 9:16.23  | Hanami Sekine · Japão                                                                      | 9:17.55  | Sanjivini Jadhav · Índia                                                    | 9:35.02  |
| 5.000 metros                | Maki Izumida · JapãoDaria Maslova · Quirguistão                     | 16:18.35 | Sem premiação                                                                              |          | Kim Ji Hyang · Coreia do Norte                                              | 16:28.13 |
| 100 metros com barreiras    | Mako Fukube · Japão                                                 | 13.98    | Meghana Shetty · Índia                                                                     | 14.09    | Wong Min Jannah Singapura                                                   | 14.14    |
| 400 metros com barreiras    | Akiko Ito · Japão                                                   | 58.80    | Kawshalya Madushani Edirippulilage · Sri Lanka                                             | 62.31    | Alvin Tehupeiory · Indonésia                                                | 62.39    |
| 3.000 metros com obstáculos | Oanh Nguyen Thi · Vietname                                          | 10:27.29 | Ju Ok Byol · Coreia do Norte                                                               | 10:45.41 | Jang Un Hwa · Coreia do Norte                                               | 10:55.51 |
| Revezamento 4 x 100 metros  | China · Wang Rong · Cui Yanan · Liang Xiaojing · Yuan Qiqi          | 45.34    | Tailândia · Sirilak Palapha · Parichat Charoensuk · Wanwisa Kongthong · On-Uma Chattha     | 45.89    | Taipé Chinesa · Chuang Hsin-Ju · Lin Yi-Ting · Wang Yu-Hsuan · Hu Chia-Chen | 45.94    |
| Revezamento 4 x 400 metros  | Índia · Jisha V.V. · Jessy Joseph · Vijaya Kumari G.K · Dutee Chand | 3:40.53  | Tailândia · Supanich Poolkerd · Nawaporn Saekhow · Chamaiphon Thongsuk · Thanphimon Kaeodi | 3:42.27  | Taipé Chinesa · Pan Pei-Yu · Lin Yen-Tong · Lu Yi-Hsuan · Lin Yu-Chieh      | 3:43.00  |
| Marcha atlética 10 km       | Kaori Kawazoe · Japão                                               | 50:38.05 | Diana Aidossova · Cazaquistão                                                              | 51:39.77 | Dana Aidossova · Cazaquistão                                                | 52:13.42 |
| Salto em altura             | Wang Lin · China                                                    | 1.88 m   | Lee Ching-Ching · Taipé Chinesa                                                            | 1.75 m   | Nadia Anggraini · Indonésia                                                 | 1.72 m   |
| Salto com vara              | Li Chaoqun · China                                                  | 4.05 m   | Yang Yang · China                                                                          | 4.00 m   | Megumi Mizushima · Japão                                                    | 3.80 m   |
| Salto em comprimento        | Li Xiaohong · China                                                 | 6.27 m   | Wang Rong · China                                                                          | 6.15 m   | Wen Wan-Ju · Taipé Chinesa                                                  | 5.89 m   |
| Salto triplo                | Wang Rong · China                                                   | 13.64 m  | Li Xiaohong · China                                                                        | 13.62 m  | Vidusha Lakshani Heenatimullage Dona · Sri Lanka                            | 12.87 m  |
| Arremesso de peso           | [[Xu · China                                                        | 16.50 m  | Wang Ningyue · China                                                                       | 15.05 m  | Navjeet Kaur Dhillon · Índia                                                | 14.99 m  |
| Arremesso de disco          | Xie Yuchen · China                                                  | 55.65 m  | Navjeet Kaur Dhillon · Índia                                                               | 53.66 m  | Natsumi Fujimori · Japão                                                    | 46.16 m  |
| Lançamento do martelo       | Hung Hsiu-Wen · Taipé Chinesa                                       | 56.81 m  | Panwat Gimsrang · Tailândia                                                                | 54.66 m  | Diana Nussupbekova · Cazaquistão                                            | 53.81 m  |
| Lançamento do dardo         | Shiori Touma · Japão                                                | 55.75 m  | Kang Qiyan · China                                                                         | 51.97 m  | Chang Chu · Taipé Chinesa                                                   | 50.45 m  |
| Heptatlo                    | Kotchakorn Khamrueangsri · Tailândia                                | 5290 pts | Swapana Barman · Índia                                                                     | 4962 pts | Tsao Ya-Han · Taipé Chinesa                                                 | 4806 pts |

## Quadro de medalhas

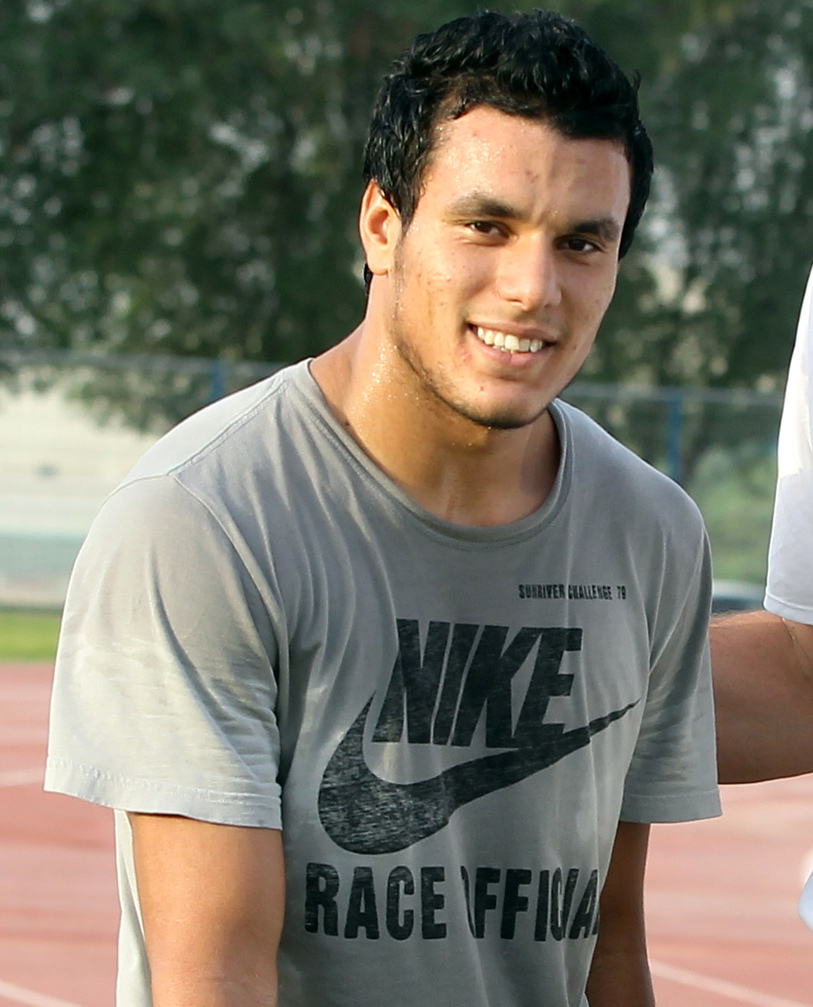
Nascido no Egito, Ashraf Amgad Elseify ganhou pelo Catar a medalha de ouro na prova do Lançamento do martelo masculino

| Ordem | País            | Ouro | Prata | Bronze |     |
| 1     | China           | 12   | 10    | 2      | 24  |
| 2     | Japão           | 11   | 5     | 5      | 21  |
| 3     | Catar           | 6    | 2     | 1      | 9   |
| 4     | Taipé Chinesa   | 4    | 3     | 8      | 15  |
| 5     | Índia           | 2    | 6     | 4      | 12  |
| 6     | Tailândia       | 2    | 5     | 1      | 8   |
| 7     | Irão            | 2    | 1     | 5      | 8   |
| 8     | Quirguistão     | 2    | 0     | 0      | 2   |
| 9     | Coreia do Norte | 1    | 1     | 2      | 4   |
| 10=   | Iraque          | 1    | 0     | 1      | 2   |
| 10=   | Vietname        | 1    | 0     | 1      | 2   |
| 10=   | Malásia         | 1    | 0     | 1      | 2   |
| 13    | Cazaquistão     | 0    | 2     | 2      | 4   |
| 14    | Sri Lanka       | 0    | 2     | 1      | 3   |
| 15    | Coreia do Sul   | 0    | 2     | 0      | 2   |
| 16    | Uzbequistão     | 0    | 1     | 3      | 4   |
| 17    | Singapura       | 0    | 1     | 2      | 3   |
| 18    | Hong Kong       | 0    | 1     | 1      | 2   |
| 19    | Arábia Saudita  | 0    | 1     | 0      | 1   |
| 20    | Indonésia       | 0    | 0     | 2      | 2   |
| 21=   | Tajiquistão     | 0    | 0     | 1      | 1   |
| 21=   | Iêmen           | 0    | 0     | 1      | 1   |
| Total | Total           | 45   | 43    | 44     | 132 |

## Participantes
Um total 24 nacionalidades participaram do evento.
- China
- Hong Kong
- Índia
- Indonésia
- Irão
- Iraque
- Japão
- Cazaquistão
- Quirguistão
- Malásia
- Coreia do Norte
- Omã
- Paquistão
- Catar
- Arábia Saudita
- Singapura
- Coreia do Sul
- Sri Lanka
- Tajiquistão
- Tailândia
- Taipé Chinesa
- Uzbequistão
- Vietname
- Iêmen